# Die Innere Front
Die Innere Front war eine heimlich und illegal hektografierte Untergrundzeitschrift, die von einer Gruppe kommunistischer Widerstandskämpfer aus Berlin-Neukölln, die Verbindungen zur Roten Kapelle hatten, während des Zweiten Weltkriegs erstellt und verteilt wurde. Die Zeitschrift wurde zweimal wöchentlich gedruckt und in fünf Sprachen übersetzt, wobei jede die Überschrift „Kampagne für ein neues freies Deutschland“ trug. Mitglieder der Kommunistischen Partei Deutschlands (KPD), zu denen der amerikanische Journalist John Sieg und deutsche Druckereien gehörten, stellten die Publikation ab Dezember 1941 her. Sie gilt als das Hauptorgan der Roten Kapelle, da viele deren Mitglieder daran mitarbeiteten.

## Erscheinungsweise
John Sieg und Herbert Grasse waren Mitglieder der KPD in Neukölln und hatten Erfahrung mit dem Druck und der Verteilung von Flugblättern, nachdem sie im Vorfeld des Jahres 1941 mehrere verschiedene Flugblätter herausgegeben hatten, darunter 21 Seiten und Der Vortrupp. Sieg arbeitete zusammen mit Harro Schulze-Boysen an Der Vortrupp, wobei Schulze-Boysen die Artikel verfasste.
1939 wurde der Journalist und KPD-Mitglied Wilhelm Guddorf aus dem KZ Sachsenhausen entlassen und traf wieder seine Freunde John Sieg und Walter Husemann aus dem KPD-Widerstand. Nach dem deutschen Überfall auf die Sowjetunion im Juni 1941 verfasste Guddorf für die KPD eine Analyse über die politischen Lage. Sieg, Grasse und Otto Grabowski beschlossen, Guddorfs Bericht zu veröffentlichen und gaben damit den Anstoß zur Herstellung der Zeitschrift.
Laut Heinrich Scheel war der Name programmatisch und so gewählt, dass er „ein ganzes Programm darstellte und besagte, dass die Befreiungsfront der Völker mitten durch Deutschland ging und der deutsche Patriotismus ausschließlich an dieser Front gegen das NS-Regime kämpfte“.
Die Ausgaben waren speziell an deutsche Arbeiter und ausländischen Zwangsarbeiter gerichtet und wurden in fünf Sprachen übersetzt.
Wie jede Zeitung versuchte auch Die Innere Front, ihren Lesern verschiedene Informationen zu bieten. Viele Artikel enthielten Polemik gegen den Krieg und riefen zu offenem Widerstand bis hin zu Streiks und Sabotage auf, weil die Autoren davon ausgingen, dass Europa nur dann vor der totalen Zerstörung bewahrt werden könne, wenn Deutschland den Krieg beendete. Es wurden streng verbotene Informationen veröffentlicht, so etwa die Frequenzen sowjetischer Radiosender.  Es wurden auch investigative Artikel verfasst, welche Industrieunternehmen wie etwa die I.G. Farben als Kriegsprofiteure entlarvten und die unmenschlichen Arbeitsbedingungen in Betrieben mit Zwangsarbeitern aufdeckten. Auch wurden interne Wirtschaftsinformationen veröffentlicht, die vermutlich von Personen wie Arvid Harnack stammten, der im Reichswirtschaftsministerium tätig war. Während viele Personen, die der Widerstandsgruppe um Schulze-Boysen und Harnack angehörten, Artikel für Die Innere Front schrieben, war sie von der Hauptrichtung her ein kommunistisches Parteiorgan und an der politischen Linie der KPdSU ausgerichtet.

## Herstellung
Nach Erstellung eines Artikels wurde dieser von Charlotte Bischoff mit der Schreibmaschine abgetippt. Die Übersetzung der Artikel ins Französische erfolgte durch Eva-Maria Buch, ins Polnische durch Sophie Sieg und ins Russische durch Wilhelm Guddorf. Fotografien für die Flugblätter wurden von Elisabeth Schumacher erstellt.
Innerhalb von zwei Jahren erschienen etwa 20 Ausgaben mit einer monatlichen Auflage von etwa 600 Exemplaren.
Für die Herstellung der Zeitschrift musste die Gruppe sowohl die Mittel als auch einen Ort für die Herstellung finden. Eugen Neutert gelang es, sowohl eine Schreibmaschine als auch die Wachsmatrizen zu beschaffen, die im Hektografie-Verfahren für den Matrizendruck verwendet werden sollten. Grasse beschaffte sowohl die Hektografiedruckmaschine als auch die für den Druck benötigten Papierrollen.  Der Student Walter Bremer schloss sich dem Verlagsteam an und lieferte sowohl Papier als auch Wachsmatrizen. Die ersten Ausgaben entstanden in einem Gartenhaus. Die Druckerei wurde schließlich in ein Farben- und Lackgeschäft verlegt, das dem Bruder von Otto Grabowski in Rudow, gehörte und von seiner Frau Trude Grabowski geführt wurde. Da Grabowski ein freier Mitarbeiter war, der jeden Tag gegen Bezahlung arbeitete, fiel ihm ein Großteil der Druckarbeiten zu. Sobald eine Auflage fertig war, nahm Grabowski diese in einem Koffer mit und übergab sie der für die Verteilung zuständigen Gruppe. Aus Sicherheitsgründen wurden dem Produktionsteam die Namen der Verteiler nicht mitgeteilt.

## Erhaltenes Exemplar
Von der Inneren Front blieb als einziges Exemplar nur die Nummer 15 vom August 1942 erhalten.